# Metakomunikat
Metakomunikat – zakamuflowana informacja przekazana razem z komunikatem werbalnym na poziomie uczuć i nastroju mówiącego. 
Metakomunikat można przekazać  poprzez zaakcentowanie jakiegoś słowa, rytm lub wysokość głosu a także poprzez modyfikatory werbalne (wyrazy modalne) takie jak: tylko, jedynie, znów, teraz, ciągle, zawsze itp. Zazwyczaj jednak modulacja głosu i modyfikator werbalny występują razem tworząc komunikat, który choć nie wypowiedziany werbalnie jest zrozumiały na poziomie uczuć często z pominięciem świadomości. Metakomunikat pojawia się wtedy, gdy człowiek boi się przekazać wprost jakiejś informacji drugiej osobie. Za metakomunikatem ukrywa się co tak naprawdę myśli się o wydarzeniach czy innych ludziach. Ludzie szyfrują uczucia negatywne (agresję, irytację, dezaprobatę, ironię, niechęć itp.) i takie, z którymi nie chcą się zdradzić.   

## Przykład
- "To tylko gra"[1]. - Poprzez użycie wyrazu modalnego tylko i odpowiedniej modulacji głosu przekazuje się drugiej osobie tak  naprawdę informacje, aby nie przejmowała się tak bardzo grą i nie brała jej zbyt poważnie, jak to teraz robi.

- "Nie, dziękuję" - ta zwykła fraza może nieść ze sobą bardzo różne komunikaty w zależności od rytmu, intonacji i akcentów, które się postawi. Może wyrażać grzeczną odmowę, ale jeśli zaakcentuje się ostro te dwa słowa komunikat może znaczyć wówczas: "Nie chcę nic od Ciebie. Zostaw mnie w spokoju".

## Jak radzić sobie z negatywnymi metakomunikatami?
Krok pierwszy: Uchwyć metakomunikat. 
Aby móc obronić się przed metakomunikatem, najpierw trzeba go zauważyć. Pomagają nam w tym nasze uczucia. Jeśli w rozmowie z kimś nagle nie wiedząc skąd, czujemy się nieswojo lub zaatakowani, choć ze słów osoby z nami rozmawiającej to nie wynika, to warto przeanalizować w myślach wypowiedź naszego rozmówcy (intonacja głosu, akcenty, tempo, modyfikatory werbalne) i sprawdzić czy nie zawiera w sobie metakomunikatu.
Krok drugi: Rozszyfruj metakomunikat. 
Kiedy już się odkryje, w czyjejś wypowiedzi ukrytą informację, sprawdź czy twoje domysły są prawdą. Zapytaj swego rozmówcy czy te uczucia, które rozszyfrowałeś z metakomunikatu faktycznie mu towarzyszą. Ten krok jest niezbędny. Łatwo bowiem można się pomylić, źle odczytać czyjąś intencje i jeśli nie zweryfikujesz swoich domysłów, pozostaniesz ze swoją interpretacją i nigdy nie dowiesz się tego, co tak naprawdę ta osoba myśli czy czuje. Ujawnienie zakamuflowanych komunikatów zwiększa prawdopodobieństwo, że następnym razem komunikacja będzie bardziej otwarta i bezpośrednia.